# Through-the-lens
TTL je anglická zkratka znamenající Through the lens – skrz objektiv. Jedná se o způsob měření expozice u fotoaparátu skrz objektiv. Tento způsob měření je jednoznačně nejpřesnější, protože odpovídá tomu, co fotoaparát skutečně „vidí“ s právě nasazeným objektivem včetně nastavení clony, předsádek, mezikroužků, filtrů apod. Měří se tedy přesné množství světla procházející do fotoaparátu. Tuto metodu měření využívají i systémové TTL blesky, které od těla fotoaparátu dostanou informaci o množství světla na scéně, měřené právě skrz objektiv.